# Tours FC
A Tours Football Club (röviden Tours) egy 1919-ben alapított francia labdarúgócsapat, melynek székhelye Tours-ban található. A klub színei: kék és fekete. Hazai pályájuk a Stade de la Vallée du Cher, melynek befogadóképessége 13 500 fő.

## Jelenlegi keret
2014. július 31.
| #  |     | Poszt | Név                |
| -- | --- | ----- | ------------------ |
| 1  | FRA | K     | Esteban Salles     |
| 2  | GUI | V     | Fousseni Diawara   |
| 5  | FRA | V     | Thibault Cillard   |
| 6  | SRB | V     | Bogdan Milošević   |
| 7  | FRA | KP    | Pascal Berenguer   |
| 8  | FRA | KP    | Kévin Diaz         |
| 9  | FRA | CS    | Andy Delort        |
| 10 | CIV | CS    | Christian Kouakou  |
| 11 | FRA | KP    | Lorry Mengual      |
| 14 | FRA | KP    | Saîf-Eddine Khaoui |
| 15 | FRA | V     | Thomas Fontaine    |
| 16 | FRA | K     | Benjamin Bertrand  |

| #  |     | Poszt | Név                   |
| -- | --- | ----- | --------------------- |
| 17 | FRA | V     | Bundu Vumbi           |
| 19 | FRA | CS    | Bryan Bergougnoux     |
| 20 | FRA | KP    | Billy Ketkeophomphone |
| 21 | MAR | CS    | Youssef Adnane        |
| 22 | FRA | V     | Léo Schwechlen        |
| 23 | FRA | KP    | Xavier Chavalerin     |
| 24 | FRA | V     | Jonathan Gradit       |
| 25 | FRA | V     | Samuel Bouhours       |
| 31 | FRA | KP    | Baptiste Santamaria   |
| 33 | FRA | KP    | Haris Belkelba        |
| 40 | FRA | K     | Bingourou Kamara      |

## Fordítás
- Ez a szócikk részben vagy egészben  a   Tours FC című angol Wikipédia-szócikk fordításán alapul.  Az eredeti cikk szerkesztőit annak laptörténete sorolja fel. Ez a jelzés csupán a megfogalmazás eredetét és a szerzői jogokat jelzi, nem szolgál a cikkben szereplő információk forrásmegjelöléseként.